# Lučka Rakovec
Pour les articles homonymes, voir Rakovec (homonymie).
Lučka Rakovec est une grimpeuse slovène née le 6 mai 2001 à Ljubljana. Elle est championne d'Europe de la difficulté en 2019 à Édimbourg, au Royaume-Uni.